# Conoidasida
Conoidasida is een klasse van parasitaire protisten. De klasse werd voor het eerst gedefinieerd in 1988 en omvat 2 subklassen: De coccidia en de gregarines. De Gregarines parasiteren doorgaans op ongewervelden, terwijl de coccidia parasiteren op gewervelden.
Alle leden uit de klasse hebben een complete, holle, afgeknotte conoid.  Alle soorten binnen de klasse kunnen zich zowel ongeslachtelijk als geslachtelijk voortplanten. 